# オール・ザ・キングスメン (2006年の映画)
『オール・ザ・キングスメン』（All The King's Men）は、スティーヴン・ザイリアン製作・監督・脚本の2006年製作のアメリカ映画。ロバート・ペン・ウォーレンのピューリッツァー賞を受賞した小説 All The King's Men （『すべて王の臣』）の映画化（原題はハンプティ・ダンプティの詩の一部に由来）。

## あらすじ
地方の一活動家から理想に燃えて州知事となるも政治的駆け引きとそのための裏工作にのめりこんでいく男と、彼に付き添う上流階級出身のジャーナリストの人生が交錯し、悲劇が生まれていく。
ルイジアナ州メイソン市の郡出納官ウィリー・スタークは、校舎建設の入札に不正があることを訴えていたが、相手にされず逆に職を失うことになった。そんな彼を取材するため、クロニクル紙記者ジャック・バーデンが取材にやってくる。果たして校舎で非常階段の崩落事故が起き、３人の子供が犠牲になったことで、スタークは一躍脚光を浴びる。ジャックは、ウィリーがいずれメイソン市の市長になるだろうと予感していた。そんなウィリーをダフィと名乗る太った男が訪ねてくる。彼はウィリーにルイジアナ州の知事選に立候補するよう熱心に勧める。勧めにのって知事選に立候補したウィリーだが、移動中の列車でダフィが対立候補のスタッフであり、もう一人の対立候補の票を割れさせるために担ぎ出されたに過ぎないことを知って激しく怒る。その怒りは選挙演説で爆発し、彼は従来の州政府の政策と対立候補を野卑とも思える口調で激しく攻撃するのだった。演説は貧困層の選挙民の支持を受け、ウィリーは地滑り的勝利を収めて州知事となる。彼の対立候補を支持していた新聞社から退職したジャックは、ウィリーのスタッフとなった。
州知事就任後のウィリーは、主に貧しい人々の熱烈な支持を受けながら、大企業や上流階級の利益を代表する議会や州裁判所とは対立し、上流階級からは冷笑的な扱いを受けていた。大企業や上流階級が議員を買収して州知事を弾劾する動きがあると知ったウィリーは、弾劾支持を表明したアーウィン判事を訪ね、翻意を迫る。アーウィン判事はジャックの名付け親であった。アーウィンの決意が固いことを知ったウィリーは、彼の翻意を迫れるスキャンダル探しをジャックに命じる。また、人気取りのため自分の名前を冠した新設の病院院長に人格者として有名な人物の息子アダム・スタントンを当てるが、彼はジャックの幼馴染で親友であり、恋人だったアンの兄であった。ウィリー州知事の政治的な駆け引きのため、ジャックは名付け親のアーウィン判事への脅迫や、幼馴染のアダム・スタントンとアンの兄妹を利用することになり、ジャックは心の痛みを抱えることになる。
ウィリー州知事反対派は「州知事がアダム・スタントンとアンの兄妹を利用したこと」や州知事のスキャンダルなどをアダム・スタントンに知らせた。激怒したアダム・スタントンは州知事のもとに向かうが。

## キャスト
| 役名               | 俳優                         | 日本語吹替 |
| ------------------ | ---------------------------- | ---------- |
| ウィリー・スターク | ショーン・ペン               | 内田直哉   |
| ジャック・バーデン | ジュード・ロウ               | 加瀬康之   |
| アーウィン判事     | アンソニー・ホプキンス       | 石田太郎   |
| アン・スタントン   | ケイト・ウィンスレット       | 岡寛恵     |
| アダム・スタントン | マーク・ラファロ             | 佐久田修   |
| セイディ・バーク   | パトリシア・クラークソン     | 一城みゆ希 |
| タイニー・ダフィ   | ジェームズ・ガンドルフィーニ | 池田勝     |
| シュガーボーイ     | ジャッキー・アール・ヘイリー | 廣田行生   |
| ミセス・バーデン   | キャシー・ベイカー           | 藤田淑子   |

- その他の声の吹き替え:斎藤志郎／大川透／北川勝博／石波義人／石森達幸／島美弥子／真山亜子／木川絵理子／北西純子／最上嗣生

## 評価
レビュー・アグリゲーターのRotten Tomatoesでは158件のレビューで支持率は11%、平均点は4.30/10となった。Metacriticでは37件のレビューを基に加重平均値が37/100となった。

## 1949年の映画『オール・ザ・キングスメン』との関係
1949年にはロバート・ロッセン制作・監督・脚本で同名作品が制作され、アカデミー賞（作品賞・主演男優賞・助演女優賞）を受賞した。1949年版では権力欲にとりつかれた州知事と描かれており、2006年版とは趣を異にしている。各種媒体において本作品(2006年版)が1949年版の「リメイク」と紹介されることが多いが、監督のザイリアンは1949年版を見ておらず、原作に忠実に脚本化したと語っている。

## 注記
1. 1 2 3  “All The King's Men (2006)” (英語).  Box Office Mojo. 2010年4月6日閲覧。
2. ↑  “All The King's Men (2006)”. Rotten Tomatoes.   Fandango Media. 2022年6月30日閲覧。
3. ↑  “All The King's Men Reviews”. Metacritic.  CBS Interactive. 2022年6月30日閲覧。
4. ↑  本作品パンフレット p.16